# Rochefort-en-Yvelines
Rochefort-en-Yvelines é uma comuna francesa na região administrativa da Île-de-France, no departamento de Yvelines. A comuna possui 783 habitantes segundo o censo de 1990.